# Liste des aéroports en Somalie

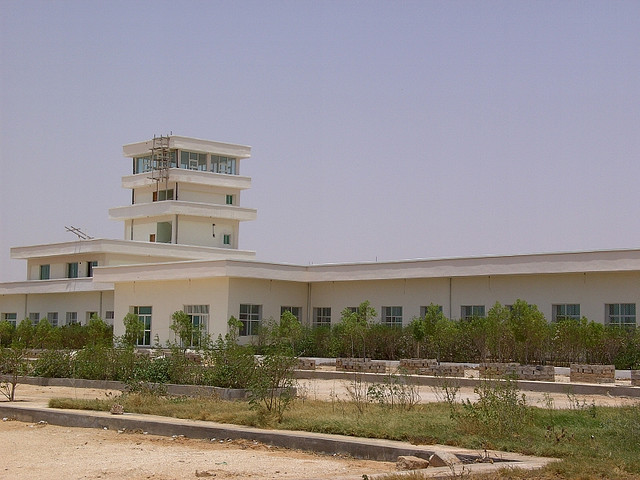
L'aéroport de Bosaso à Bosaso.

Voici une liste des aéroports en Somalie, triés par lieu. 
En 2012, la Somalie compte 62 aéroports, dont 7 ont des pistes asphaltées. 

## Aéroports

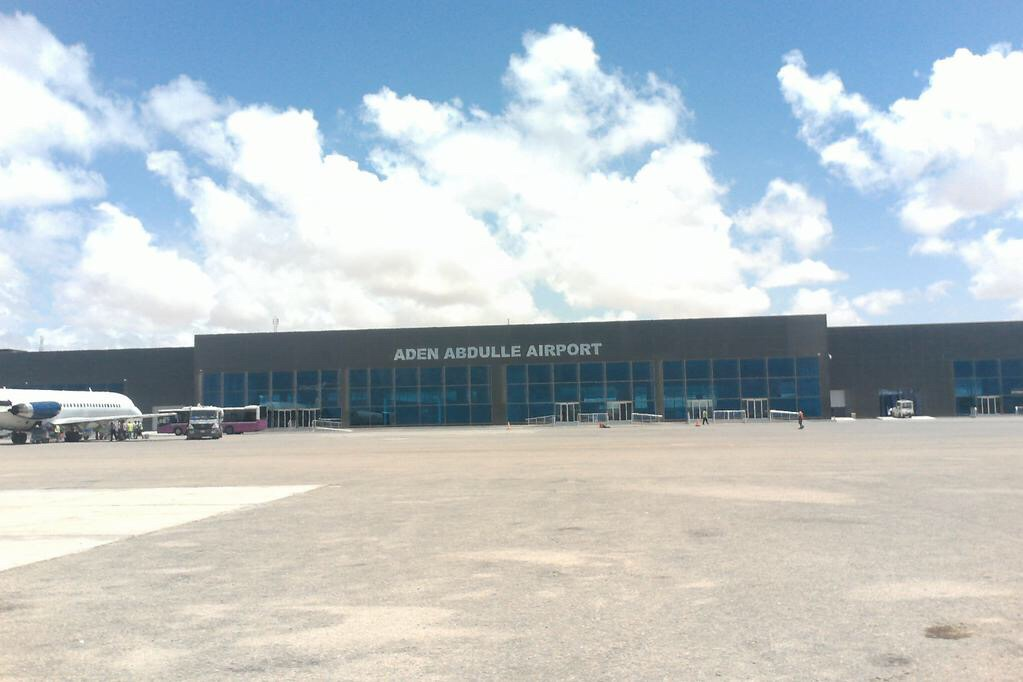
L'aéroport international Aden Adde à Mogadiscio.

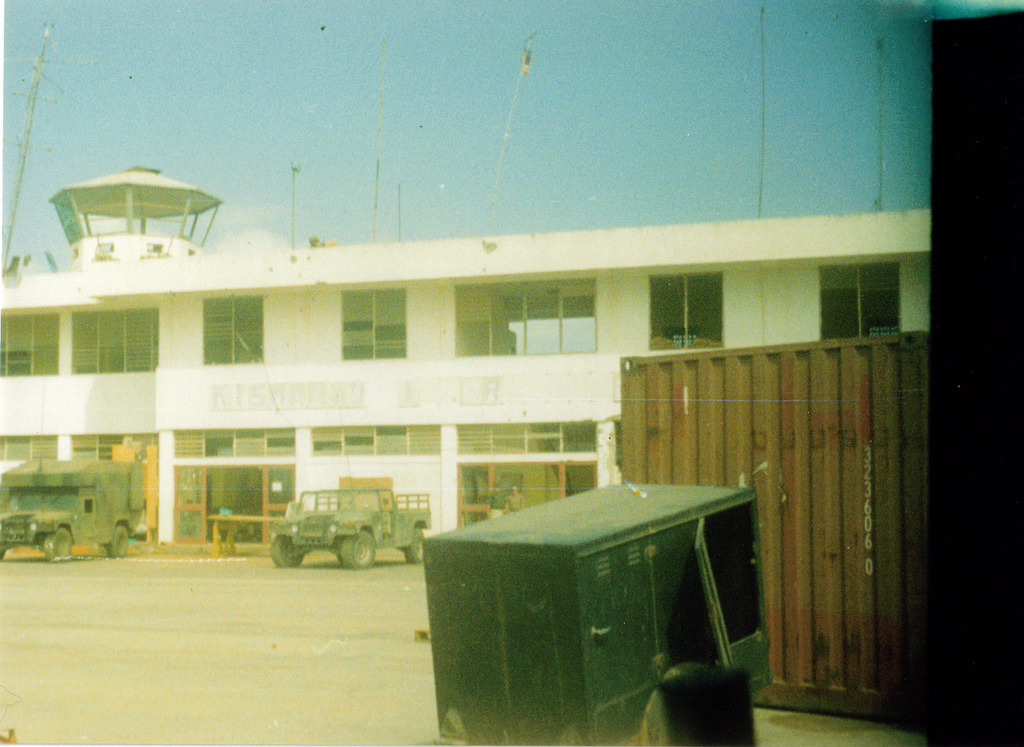
L'aéroport de Kismayo à Kismaayo.

Les noms d'aéroport indiqués en gras signalent que ceux ci possèdent des services passagers réguliers assurés par des compagnies aériennes commerciales.
| Lieu           | Région            | OACI | AITA | Nom                                    |
| -------------- | ----------------- | ---- | ---- | -------------------------------------- |
| Abudwak        | Galguduud         |      |      | Aéroport d'Abudwak (en)                |
| Adado (en)     | Galguduud         |      | AAD  | Aéroport d'Adado (en)                  |
| Bal'd          |                   | HCMS | CMS  | Aéroport de Bal'd                      |
| Baledogle      | Shabeellaha Hoose |      |      | Aéroport de Baledogle                  |
| Baidoa         | Bay               | HCMB | BIB  | Aéroport de Baidoa (en)                |
| Bardera        | Gedo              | HCMD | BSY  | Aéroport de Bardera (en)               |
| Beledweyne     | Hiiraan           | HCMN |      | Aéroport de Beledweyne (en)            |
| Bosaso         | Bari              | HCMF | BSA  | Aéroport international Bender Qassim   |
| Calula         | Pount             | HCMA | ALU  | Aéroport d'Alula (en)                  |
| Dusmareb       | Galgaduud         |      |      | Aéroport de Dhusamareb (en)            |
| Jowhar         | Hirshabelle       | HCMC | CXN  | Aéroport de Jowhar                     |
| Eyl            | Nugaal            | HCME | HCM  | Aéroport d'Eyl (en)                    |
| Gaal Kacyo     | Mudug             | HCMR | GLK  | Aéroport international Abdullahi Yusuf |
| Garbahare (en) | Gedo              |      | GBM  | Aéroport de Garbahare (en)             |
| Garowe         | Pount             |      | GGR  | Aéroport international de Garowe       |
| Guriel (en)    | Galgaduud         |      |      | Aéroport de Guriel (en)                |
| Kismaayo       | Jubbada Hoose     | HCMK | KMU  | Aéroport de Kismayo                    |
| Luuq (en)      | Gedo              | HCMJ | LGX  | Aéroport Lugh Ganane (en)              |
| Mogadiscio     | Banaadir          | HCMM | MGQ  | Aéroport international de Mogadiscio   |
| Mogadiscio     | Banaadir          |      |      | Piste d'atterrissage K50 (en)          |
| Hobyo          | Mudug             | HCMO | CMO  | Aéroport de Hobyo (en)                 |
| Mareeg (en)    | Galmudug          | HCMG | GSR  | Aéroport de Mareg                      |
| Rage Ele       | Hirshabelle       |      |      | Aéroport de Rage Ele                   |